# Cape Roger
Cape Roger är en udde i Kanada.   Den ligger i provinsen Newfoundland och Labrador, i den östra delen av landet, 1 600 km öster om huvudstaden Ottawa.
Terrängen inåt land är platt. Havet är nära Cape Roger åt sydost. Trakten är glest befolkad. Närmaste större samhälle är Rushoon, 13,8 km väster om Cape Roger. 